# Breca
Breca è un personaggio del poema epico anglosassone Beowulf. È l'amico d'infanzia di Beowulf che lo sconfisse in una gara di nuoto; fa parte del clan dei Bronding. Mentre sta cenando Unferth allude alla storia della loro competizione, e Beowulf la riporta nel dettaglio, spiegando come egli fosse stato costretto a fermarsi per sconfiggere svariati mostri marini durante la gara.
Breca è anche citato nel Widsith come il signore dei Bronding.
Si crede che i Bronding e Breca siano vissuti sull'isola di Brännö presso la moderna Göteborg, una residenza verosimile per un amico d'infanzia di Beowulf.
Gli studiosi hanno discusso a lungo se Beowulf e Breca si sfidarono in una gara di nuoto o di canottaggio; l'ambiguità dei termini del Beowulf ha portato gli studiosi a diverse interpretazioni della gara di Beowulf e Breca. Karl Wentersdorf dell'Università di Xavier scrisse: "Un'avventura in cui due giovani trascorrono sette giorni e sette notti nuotando nel mare è più che straordinaria, specialmente poiché si portavano a presso spade d'acciaio pesante e ingombranti cotte di maglia". Secondo Wentersdorf, il problema di traduzione "risulta dall'ambiguita della parola sund nei versi ymb sund flite (507b) e he þaet sunde oferflat (517b)". Sund, sebbene sia stato spesso tradotto dagli studiosi con "nuotare" potrebbe, con l'evoluzione del linguaggio, essere interpretato come "remare". Beowulf e Breca avrebbero potuto voler gareggiare per vedere chi fosse il più bravo a remare; il termine antico inglese rowan, utilizzato nel Beowulf, non è tradotto con "nuotare" in nessun'altra opera anglosassone. I kenning earmun þehton (þeccean: "coprire") e mundum brugdon (bregdan: "spingere velocemente") utilizzati da Unferth per descrivere la gara di Beowulf contro Breca possono essere applicati sia al nuoto che al canottaggio. Unferth utilizza anche le frasi wada cunnedon (508b), "mise alla prova le acque", e glidon ofer garsecg (515a), "volò sul mare", nella sua descrizione della gara di Beowulf contro Breca; entrambi i termini sono applicabili sia al nuotare che al remare. Quest'ultimo inoltre era un'abilità essenziale del guerriero dell'era anglosassone, perciò una competizione a colpi di remi tra Beowulf e Breca non è da escludere.